# HMS Discovery (1774)
Pour les autres navires du même nom, voir HMS Discovery.
Le HMS Discovery était un navire de la Royal Navy connu pour avoir accompagné le HMS Resolution de James Cook durant sa troisième expédition dans l'océan Pacifique, sous le commandement de Charles Clerke, de 1776 à 1780.

## Histoire
Construit en 1774 à Whitby, il fut tout d'abord baptisé Diligence. George Vancouver était jeune officier sur ce navire. Il accompagne Cook lors de son troisième voyage (1776-1780), à bord du HMS Discovery et participe à la première reconnaissance et exploration, par des Européens de l'archipel d'Hawaï.
À la mort de Cook, à Hawaï, Clerke prend le commandement du Resolution et est remplacé par John Gore à bord du Discovery.
Lorsque la première Convention de Nootka en 1790, Vancouver reçoit le commandement du HMS Discovery pour prendre possession de la baie de Nootka et pour en cartographier les côtes,.
Après 1780, il est transformé en bateau de transport avant d'être détruit 17 ans plus tard.

## Postérité
La navette spatiale américaine Discovery est nommé d'après ce navire.